# Vettore spaziale

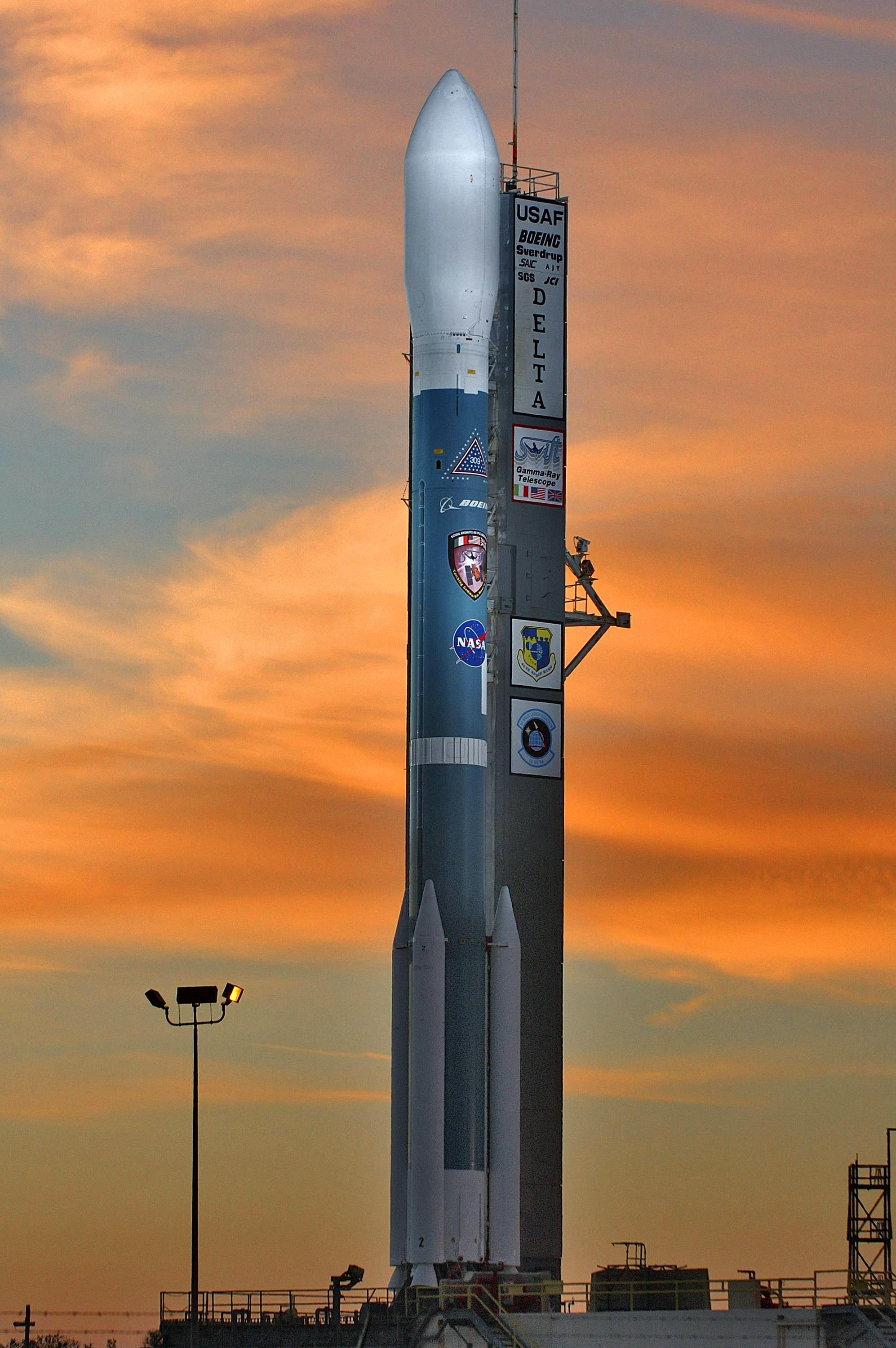
Un Delta II sulla rampa di lancio

Un vettore spaziale è un missile usato per inviare un carico utile nello spazio. Il carico utile può consistere in satelliti, sonde interplanetarie, veicoli con astronauti o moduli di rifornimento per le basi spaziali orbitanti. In inglese è detto launch vehicle.

## Descrizione
La maggior parte dei lanciatori opera da una rampa di lancio, supportata da un centro di controllo del lancio e da sistemi come l'assemblaggio e il rifornimento del veicolo. Il loro compito è sollevare il carico utile almeno fino al confine dello spazio, a circa 150 km e accelerarlo fino a una velocità orizzontale di almeno 7.814 m/s per inserirlo ad esempio in orbita terrestre bassa.
Solitamente i lanciatori, anche i più leggeri, sono costituito da più "stadi" (2-4), ciascuno propulso da uno o più razzi per fornire la spinta soltanto per una parte del viaggio complessivo. Di tutto il missile che si vede sulla rampa di lancio, il carico utile occupa soltanto la punta (propriamente detta ogiva); tutto il resto, in sostanza, è costituito dai sistemi propulsivi a razzo dei vari stadi nei quali la gran parte del volume è occupato dalle grandi quantità di combustibile ed ossidante che servono per mandare nello spazio il carico utile.
La "stadiazione" del lanciatore può essere in serie (stadi uno sopra l'altro) o in parallelo (cioè affiancati). Esempi di stadiazione in parallelo si vedono sullo Space Shuttle della NASA, su Ariane 5 dell'ESA e sul Falcon Heavy di SpaceX; questi veicoli di lancio hanno lateralmente due booster, razzi ausiliari che, una volta esaurito il loro propellente, si staccano mentre il corpo centrale del vettore costituito dagli altri stadi in serie continua la sua ascesa.

## Classificazione
I veicoli di lancio non riutilizzabili sono progettati per essere usati solo una volta. In genere si separano dal loro carico utile e vengono disintegrati dal rientro atmosferico. Al contrario, i veicoli riutilizzabili sono progettati per essere recuperati e riutilizzati. Le alternative a questi sistemi sono chiamate in inglese Non-rocket Spacelaunch, letteralmente "lanci spaziali non missilistici".
I razzi vettori sono classificati anche a seconda della massa che possono portare in orbita. Per esempio un razzo della famiglia Proton-M può portare 23000 kg in orbita terrestre bassa (LEO) e viene classificato come lanciatore pesante. Inoltre i vettori sono anche classificati in base al numero degli stadi. Sono stati lanciati con successo razzi con cinque stadi e sono in progettazione razzi che possono portare il loro carico con un unico stadio (Single Stage To Orbit, SSTO). Molto spesso i razzi vettore possiedono dei razzi ausiliari che forniscono grandi quantità di energia nei primi minuti di volo. I razzi ausiliari (booster) fanno sì che i motori principali siano più piccoli ed efficienti, permettendo carichi utili più pesanti.
A seconda della massa che un lanciatore riesce a portare in LEO viene classificato come:
- lanciatore leggero se il massimo carico in LEO non supera le 2 tonnellate;
- lanciatore medio se il massimo carico in LEO è compreso tra 2 e 20 tonnellate;
- lanciatore pesante se il massimo carico in LEO è compreso tra 20 e 50 tonnellate;
- lanciatore super-pesante se il carico trasportabile in LEO supera le 50 tonnellate.

Ci sono molti lanciatori di classe leggero e medio, come ad esempio il lanciatore Vega, con un carico massimo di 1,5 tonnellate o il lanciatore Sojuz 2.1b, dalla capacità di circa 8 tonnellate in LEO. Al 2019 esistevano solamente due lanciatori operativi di classe pesante che hanno già effettuato un volo con un carico superiore alle 20 tonnellate, Ariane 5 e Delta IV Heavy, e non c'è più nessun lanciatore super-pesante in servizio che abbia mai effettuato un volo in LEO con più di 50 tonnellate di carico. In confronto, il primato del massimo carico utile portato in orbita terrestre bassa è del Saturn V, che nelle missioni Apollo portava in orbita oltre 140 tonnellate, compreso il terzo stadio e il propellente incombusto necessari per inviare il modulo di comando e il LEM verso la Luna.